# Dreisesselberg (berg i Tjeckien)
Dreisesselberg (tyska) eller Třístoličník (tjeckiska) är ett berg på gränsen mellan Tyskland och Tjeckien. Toppen på Dreisesselberg är 1 302 meter över havet.